# نوفوسيبيرسك
نوفوسيبيرسك (الروسية: Новосибирск) هي إحدى مدن روسيا في الكيان الفدرالي الروسي نوفوسيبيرسك أوبلاست.
تأسست نوفوسيبيرسك كقرية صغيرة في نهاية القرن التاسع عشر (في عام 1893) تحت اسم نوفو نيكولايفسك لسكن العمال الذين عملوا في مد جسر السكك الحديدية عبر نهر أوب، ومع مرور الزمن وخاصة بعد توسيع شبكة طرق السكك الحديدية في سيبيريا أصبح لها دور هام في البنية الأساسية للإقليم، لا سيما في مجالي النقل والتجارة.
وتقع المدينة في الجزء الجنوبي - الشرقي من الجانب الغربي لسهل سيبيريا على ضفاف نهر أوب، وتبعد عن العاصمة موسكو 3191 كم، وعلى تقاطع الطرق الفيدرالية الرئيسية المتجهة من الغرب إلى الشرق ومن الشمال إلى الجنوب.
وتعتبر مدينة نوفوسيبيرسك في الوقت الحاضر ثالث أكبر المدن الروسية بعد موسكو وسانت بطرسبورغ، ويبلغ عدد سكانها 2.5 مليون نسمة.
وبالرغم من أن عمر هذه المدينة يزيد قليلا عن 100 عام فقط، إلا أنها وخلال هذه الفترة القصيرة نسبيّا تطورت بسرعة كبيرة وأصبحت من أبرز المراكز الفيدرالية في روسيا الاتحادية. حيث شهدت تطورا ملحوظا بعد الثورة البلشفية وتحولت إلى مركز إداري لكل سيبيريا. وهي حاليا مركزا لمقاطعة نوفوسيبيرسك ومنذ 13 مايو عام 2000 مركزا لدائرة سيبيريا الفيدرالية. وأصبحت المدينة في ثلاثينيات القرن الماضي مركزا صناعيا وثقافيا وعلميا، وكان لإجلاء العديد من المؤسسات الصناعية والمدنيين في سنوات الحرب الوطنية العظمى من الجزء الأوروبي للبلاد ونقلهم إلى سيبيريا عاملا كبيرا في تطوير ونمو المدينة وتوسعها بسرعة كبيرة.
يعيش في المدينة ممثلوا أكثر من 80 قومية أغلبهم من الروس (93.8 %) وهناك الألمان والأوكرانيون والتتار واليهود وغيرهم من القوميات المتآخية.
ولقد فتحت في المدينة قنصليات لألمانيا وبلغاريا وممثليات لبيلاروسيا وأوكرانيا وقسم لتنمية التبادل التجاري الإيطالي. وتنمو وتتطور العلاقات الاقتصادية والثقافية مع الصين واليابان وكوريا الجنوبية وغيرها من البلدان والمدن الشقيقة في أمريكا واليابان والصين. كما تعمل في المدينة مراكز ثقافية لإسرائيل وفرنسا والمركز الأمريكي للمعلومات والمركز الثقافي والفني والعلمي الروسي - الكوري والألماني وغيرهم. كما هناك مجموعة كبيرة من الشركات الألمانية والصينية والأمريكية واليابانية والسويدية والفرنسية وغيرها شركات الدول المسجلة في المدينة. وتقام في المدينة بشكل منتظم معارض دولية وإقليمية لعرض المنتجات والبضائع.
وفي المدينة عدد من المستشفيات الحكومية والأهلية أهمها مستشفى ومعهد نوفوسيبيرسك للأبحاث في مجال علاج الإصابات وجراحة العظام وهذا المعهد منذ عام 1987 هو المركز الوحيد في روسيا مختص بدراسة وعلاج أمراض العمود الفقري.
وفي المدينة عدد كبير من المؤسسات الصناعية المختلفة تزيد على 250 مؤسسة ومصنع والتي تنتج 2/3 من مجموع ما تنتجه المقاطعة وأهم القطاعات الصناعية هي : إنتاج وتوزيع الطاقة الكهربية والغاز والماء والصناعات التحويلية من ضمنها الميتالورجيا وبناء الماكينات.
وفي عام 1993 أصبحت المدينة عضوة في جمعية المراكز التجارية الدولية. ويشتهر معرض سيبيريا الدولي الذي هو أضخم المعارض في منطقة ما وراء الأورال كما في روسيا كذلك في العالم.
وتعتبر المدينة بحق أحد المراكز العلمية والثقافية في روسيا الاتحادية ومركز ثقافي وعلمي في سيبيريا حيث توجد في المدينة فروع لأكاديمية العلوم الروسية وآخر لأكاديمية العلوم الطبية وثالث لأكاديمية العلوم الزراعية، كما توجد فيها 10 جامعات حكومية مثل جامعة نوفوسيبيرسك والجامعة الزراعية والتكنولوجية والهندسة المعمارية والأكاديمية الطبية وغيرها من معاهد الأبحاث العلمية والمؤسسات التعليمية وفيها 82 مكتبة عامة ومنذ عام 1966 تعمل فيها المكتبة الحكومية للعلوم والتقنية التابعة لأكاديمية العلوم الروسية. وتقع المدينة الأكاديمية (بنيت عام 1957) على بعد 28 كم من مركز المدينة التي تتضمن عدد من معاهد الأبحاث والمكتبات العلمية الحديثة.
وفي المدينة مجموعة من المسارح مثل مسرح «كراسني فاكيل» ومسرح البالية والأوبريت والمسرح الموسيقي ومسرح الدمى وغيرها من المسارح. كما توجد في المدينة مجموعة من دور العرض وغاليريات للوحات الفنية والمتاحف مثل : المتحف الطبيعي للمنطقة والمتحف الجيولوجي ومتحف الأحياء ومتحف التاريخ وغيرها.
وتعتبر ملتقى مواصلات كبير في منطقة غرب سيبيريا كونها تقع على تقاطع طرق المواصلات البرية ولها خطوط سكك حديد تربطها بآسيا الوسطى، وفي المدينة 4 محطات لسكك الحديد. كما ترتبط بخطوط النقل الجوي مع أكثر من 100 مدينة داخل وخارج روسيا حيث يقع فيها مطار (تولماتشوف) الذي يعتبر أحد أضخم مطارات روسيا وبإمكان هذا المطار استقبال جميع أنواع الطائرات الروسية والأجنبية وهو عضو في مجلس المطارات الأوربي وقد منحته منظمة الطيران المدني الدولية شهادة من الدرجة الأولى. كما يوجد في المدينة مترو الأنفاق إضافة إلى وسائط النقل التقليدية.
ويجري الحديث الآن عن إنشاء طريق برية عصرية تربط المدينة بجمهورية الصين وغيرها من المشاريع في مجال المواصلات البرية والتي تحظى باهتمام الشركات الوطنية والأجنبية على حدًّ سواء.
ومن الأماكن السياحية في المدينة: غاليري اللوحات الفنية وحديقة النباتات وحديقة الحيوان الوحيدة في سيبيريا التي تضم 182 نوع من الحيوانات المذكورة في السجل الأحمر الدولي و 80 نوع آخر مدونة في السجل الأحمر الروسي. وأكثر ما يجذب الزائر لهذه المدينة هي رموز الحقبة السوفيتية والطراز المعماري السوفياتي الذي يبدو واضحاً في المباني.

## شخصيات مهمة من المدينة
- الينا زافارزينة: بطلة العالم بالتزلج على الثلج سنة 2011.
- ستانيسلاف بوزدنياكوف